# Tovomita longifolia
Tovomita longifolia är en tvåhjärtbladig växtart som först beskrevs av L.C. Rich., och fick sitt nu gällande namn av Bénédict Pierre Georges Hochreutiner. Tovomita longifolia ingår i släktet Tovomita och familjen Clusiaceae. Inga underarter finns listade i Catalogue of Life.